# Belton with Browston
Belton with Browston is een civil parish in het bestuurlijke gebied Great Yarmouth, in het Engelse graafschap Norfolk met 3805 inwoners.